# Stade Bordeaux-Atlantique
A Stade Bordeaux-Atlantique egy labdarúgó-stadion Bordeauxban, Franciaországban.
A stadion az FC Girondins de Bordeaux nevezetű helyi csapat otthonául szolgál. 2013-ban kezdték meg az építését és 2015-ben nyitották meg. 
A 2016-os labdarúgó-Európa-bajnokság egyik helyszíne volt.

## Események

### 2016-os Európa-bajnokság
| Dátum       | Időpont | Pályaválasztó | Eredmény | Vendég        | Forduló     | Nézők  |
| ----------- | ------- | ------------- | -------- | ------------- | ----------- | ------ |
| 2016.06.11. | 18.00   | Wales         | 2–1      | Szlovákia     | B csoport   | 37 831 |
| 2016.06.14. | 18.00   | Ausztria      | 0–2      | Magyarország  | F csoport   | 34 424 |
| 2016.06.18. | 15.00   | Belgium       | 3–0      | Írország      | E csoport   | 39 493 |
| 2016.06.21. | 21.00   | Horvátország  | 2–1      | Spanyolország | D csoport   | 37 245 |
| 2016.07.02. | 21.00   | Németország   | 1–1(6-5) | Olaszország   | Negyeddöntő | 38 764 |

## Fordítás
- Ez a szócikk részben vagy egészben  a   Nouveau Stade de Bordeaux című angol Wikipédia-szócikk fordításán alapul.  Az eredeti cikk szerkesztőit annak laptörténete sorolja fel. Ez a jelzés csupán a megfogalmazás eredetét és a szerzői jogokat jelzi, nem szolgál a cikkben szereplő információk forrásmegjelöléseként.